# Pseudobarbus burgi
Pseudobarbus burgi är en fiskart som först beskrevs av George Albert Boulenger, 1911.  Pseudobarbus burgi ingår i släktet Pseudobarbus och familjen karpfiskar. IUCN kategoriserar arten globalt som starkt hotad. Inga underarter finns listade i Catalogue of Life.